# Демократия в России

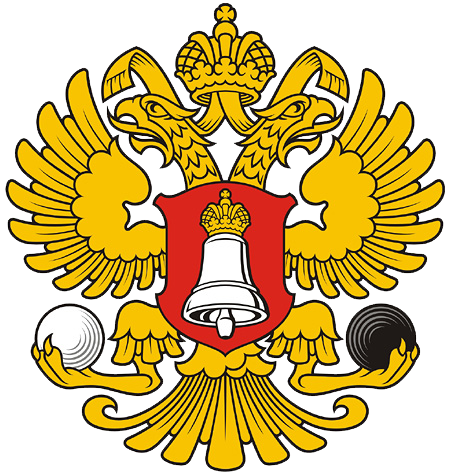
Герб ЦИК России

Демокра́тия в Росси́и прошла через серию подъёмов и спадов. В Русском царстве цари часто искали поддержки со стороны различных сословий, для чего существовала боярская дума и созывались земские соборы. Реформы второй половины XIX века и начала XX века способствовали развитию земских, сословных, крестьянских, рабочих и общегосударственных выборных органов. Установившийся после революций и гражданской войны социалистический режим имел внешние атрибуты народовластия, хотя фактически был тоталитарным до смерти Сталина, после чего в годы правления Хрущёва ослабил государственный контроль и преследования инакомыслия, сменив тоталитаризм на хоть и очень близкий к тоталитаризму, но авторитаризм. В конце 1980-х и начале 1990-х были проведены масштабные демократические реформы. Различные граждане России относятся к демократии как позитивно, видя необходимость в народовластии и политических свободах, так и негативно, считая, что из-за неё начались многие проблемы в 90-х и что демократия ведёт к разложению общества (иногда радикализируя её образ).
Формально в современной Российской Федерации демократия и народовластие являются основополагающими принципами её государственного устройства и политического режима согласно Конституции. Международное агентство The Economist, составляющее Индекс демократии, относит Россию к авторитарным государствам.

## Демократические традиции до XX века
Согласно византийскому историку Прокопию Кесарийскому, в VI веке древние славяне не управлялись одним человеком, а жили в «народоправстве». Основой их хозяйственной жизни было коллективное землевладение. Люди состояли в общинах, которые избирали старейшин. Во многих общинах нарушителей судили согласно копному праву.
После возникновения первых русских городов, в тех из них, которые были расположены на Новгородской земле (включая Ладогу, Полоцк, Ростов, Смоленск, Суздаль и др.) высшим органом власти часто становилось общегородское вече. В этих городах жители выбирали должностных лиц городской общины на своих сходах. В Новгороде XII—XV веков высшими выборными лицами были посадник, который избирался из бояр, и тысяцкие, которые избирались из других, а впоследствии из всех сословий. Со временем вечевая система стала всё больше вытесняться монархией. После татаро-монгольского нашествия и усиления власти князей вечевые институты сохранились только в Новгороде, Пскове и Вятке, а в остальных городах они прекратили существование.

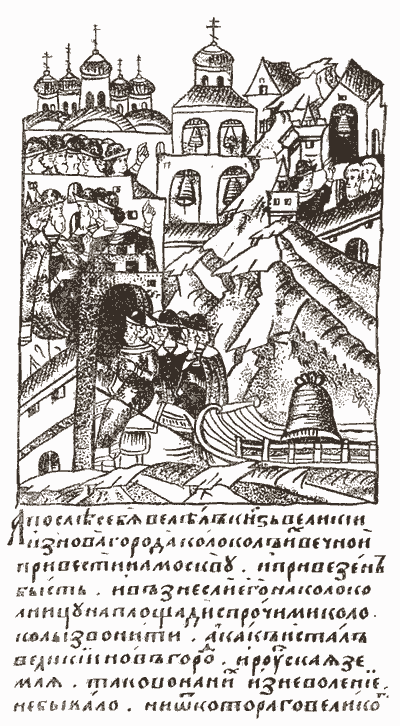
Увоз вечевого колокола из Новгорода. Иллюстрация из рукописи XVI века

В середине XVI века завершилось создание Русского государства, политической системой которого стала сословно-представительная монархия. В рамках этой системы время от времени созывались земские соборы, куда съезжались представители различных сословий для обсуждения важнейших вопросов внутренней и внешней политики. Интересы феодальной аристократии представляла боярская дума, председателем которой был царь и которая вместе с ним составляла верховный орган государственной власти. На местах избирались земские и губные старосты.
На рубеже XVIII века Россия стала превращаться в империю, а её система приобрела черты абсолютизма. В то же время проявились особенности российского самодержавия, оказавшие негативное влияние на демократические процессы: во-первых, его социальной базой было только дворянство, а во-вторых, личная воля и произвол преобладали над правовыми методами при принятии политических решений. Роль представительных органов резко снизилась. Место боярской думы занял подчинённый императору Сенат. Следует упомянуть, что Пётр I провёл реформу городского самоуправления, в результате которой управление городами перешло в руки выборных бурмистрских палат (ратуш). Однако после смерти Петра I права выборных институтов были вновь ограничены. Екатерина II попыталась восстановить городское самоуправление, но впоследствии от этого также отказалась.
Расширение границ Русского государства и Российской империи обычно со временем приводило к отмене институтов демократии на присоединённых территориях. Так, после захвата Новгорода в 1478 году в нём было ликвидировано вече, после воссоединения Брянска и Смоленска в середине XVII века и последующего присоединения восточных территорий Речи Посполитой в них было отменено Магдебургское право, а после восстания 1830 года Польша утратила конституцию. Были, однако, и исключения из этой тенденции. Так, после присоединения Прибалтики на этих территориях сохранялись сословно-представительные учреждения и выборные органы власти в городах, опиравшиеся на традиции Любекского, Рижского и отчасти Магдебургского права, а также привилегии польских и шведских королей. В период кратковременной русской власти в Восточной Пруссии (1758—1762) местные органы городской власти также сохраняли свои полномочия. Ещё одним примером была Финляндия, где в 1869 году был восстановлен сейм.
Следствием стихийного бегства крестьян от феодального гнёта было появление относительно свободных регионов на окраине страны. Особый статус этих территорий мог сохраняться более 100 лет. В частности, в регионах, где было распространено казачество, оно в XVI—XVIII вв. имело собственные выборные органы. Верховным органом управления у волжских, донских, терекских и яицких казаков был войсковой круг — общевойсковое собрание, избиравшее атамана.

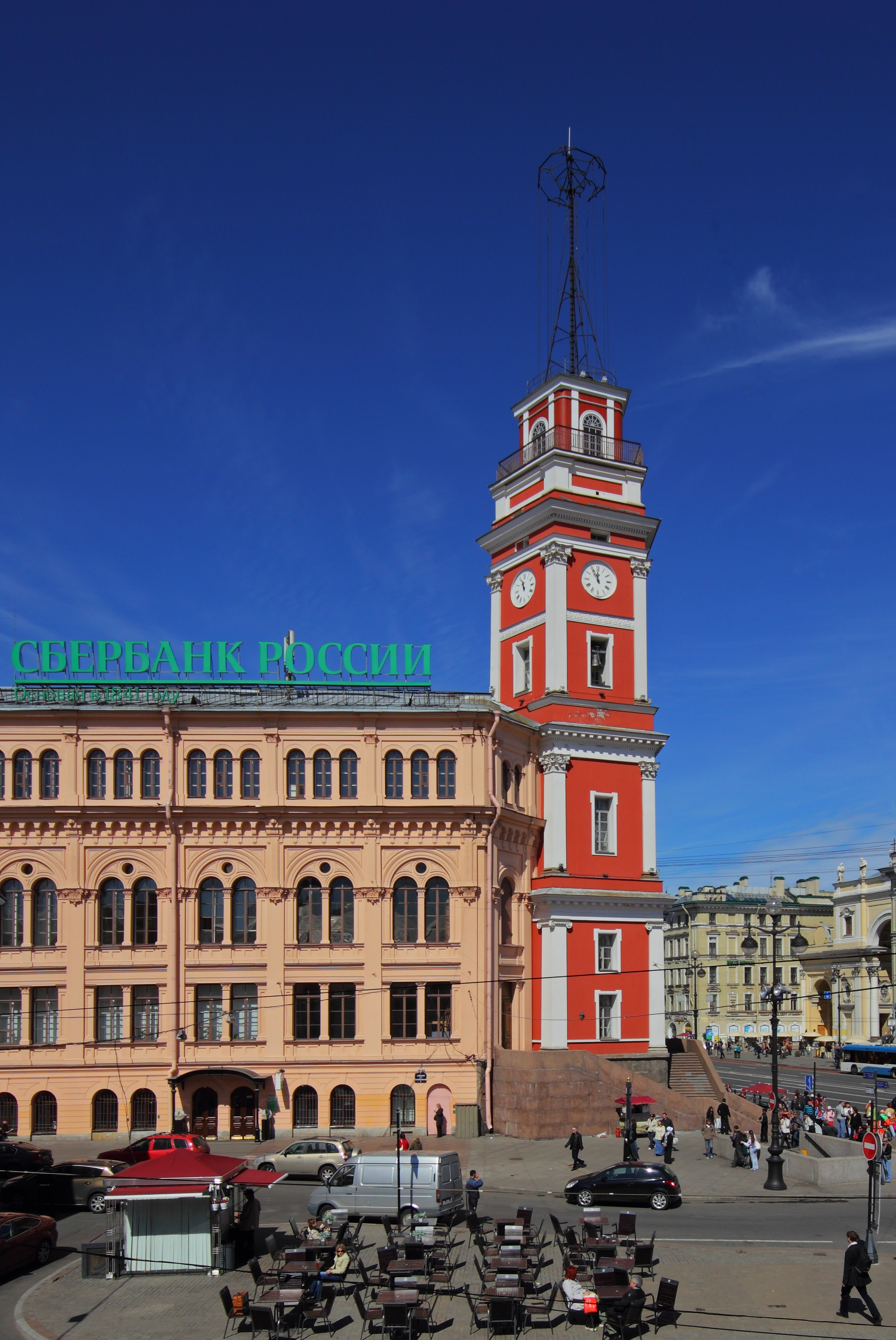
Башня Петербургской городской думы

Во второй половине XIX века царь Александр II приступил к земской реформе, которая положила начало созданию представительных губернских, уездных и городских учреждений. Параллельно, в результате отмены крепостничества, крестьяне стали вновь организовываться в общины. Высшим органом в общине был сельский сход, выбиравший старосту. Общины объединялись в волости, которые имели свой крестьянский представительный орган — волостной сход. Вопрос о выходе из общины поначалу также относился к компетенции крестьянских органов самоуправления, однако столыпинская реформа 1906 года дала возможность каждому крестьянину свободно выходить из общины и закреплять за собой надельную землю в частную собственность. Органы самоуправления были также и у других сословий: дворян, духовенства, купцов и мещан. И земские, и сословные собрания функционировали под пристальным надзором губернаторов и полиции. Кроме того, право участия в них часто ограничивалось имущественным цензом.

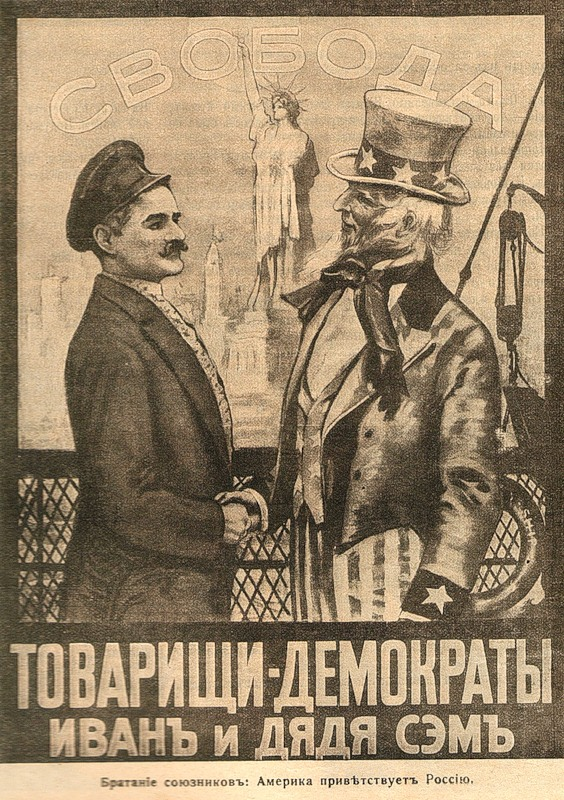
Плакат 1917 года, изображающий Россию после Февральской революции и США как союзников

После отмены крепостничества приток людей из сельской местности в города способствовал рабочей самоорганизации. В 1903 году был узаконен институт фабрично-заводских старост. Усиление классовых трений и рост активности марксистов привели к возникновению первых Советов рабочих депутатов.
Революция 1905 года побудила царя Николая II продолжить демократические реформы. Были легализованы политические партии и учреждён полноценный законодательный орган — Государственная дума. После падения самодержавия в конце февраля 1917 года страна стала сползать в анархию. Сторонники республики полагали, что её строительство следует начать с принятия конституции на Учредительном собрании, до созыва которого официальная власть перешла в руки Временного правительства. Из-за нерешительности Временного правительства усилилось влияние альтернативных выборных органов власти — Советов. Двоевластие закончилось революцией в октябре 1917 года и установлением диктатуры пролетариата.

## Советский период
Правящий в СССР режим утверждал о своей демократичности. В стране существовала письменная Конституция, претерпевшая несколько редакций. Согласно Конституции, власть принадлежала народу, а верховными органами власти были Советы народных депутатов (отсюда слово «советский» в названии государства). Депутаты Советов действительно часто имели простонародное происхождение. Наиболее крупные территориальные единицы внутри страны назывались «республиками». В 1936 году И. В. Сталин охарактеризовал политическую систему СССР как «социалистическую демократию». Доминирование одной разрешённой партии и отсутствие оппозиции Сталин объяснял тем, что классовое единство и социалистическая собственность на средства производства обеспечивают исполнение воли народа. Хотя более поздние идеологи КПСС не считали Сталинский период демократией, современное им общество они описывали как демократическое:
Через Советы, профессиональные союзы и другие массовые общественные организации трудящиеся активно участвуют в управлении государственными делами… Социалистический демократизм включает как политические свободы — свободу слова, печати, митингов и собраний, право избирать и быть избранным, так и социальные права — право на труд, на отдых, на бесплатное образование и медицинское обслуживание, на материальное обеспечение в старости и в случае болезни или потери трудоспособности; равноправие граждан всех рас и национальностей; равные права женщин с мужчинами во всех областях государственной, хозяйственной и культурной жизни. Социалистическая демократия в противоположность буржуазной не только провозглашает права народа, но и гарантирует их реальное осуществление. Советское общество обеспечивает действительную свободу личности. Высшее проявление этой свободы — освобождение от эксплуатации.Программа КПСС. М.: Госполитиздат, 1961.
Фактически из всего перечисленного обеспечивались только экономические и социальные права. СССР вплоть до своего распада оставался мировым лидером в сфере социально-экономического законодательства (право на бесплатное образование и медицину, уравнение прав мужчин и женщин, право на труд), в то время как в сфере защиты личных и политических прав советское законодательство не соответствовало декларируемым западными странами международным стандартам. Нормы Конституции, касающиеся прав и свобод личности, существовали только в теории: до Второй мировой войны проводилась политика ограничения свободы личности в пользу государственных интересов, однако и после войны публичное несогласие с официальной идеологией наказывалось тюремными сроками или высылкой из страны, а несанкционированные митинги жестоко подавлялись. В частности, граждане не обладали неотчуждаемым правом свободно обсуждать политику своей страны, и не было каких-либо законов или судебных решений, обязывающих государство наказывать нарушителей, которые посягают на это право. Было социальное неравенство, так как советская номенклатура имела привилегированный статус. Однако по одному из важнейших критериев демократичности общества: равенству возможностей СССР оставался мировым лидером вплоть до своего распада: возможности вертикальной социальной мобильности (социальный лифт) — способность представителей низших социальных групп достичь высших статусных позиций (позитивная дискриминация) были значительно выше, чем в постсоветский период, а также выше, чем в западных демократиях.
СССР занимал лидирующие позиции в мире также по следующему критерию демократичности общества: социальной дифференциации — политика ограничения социального неравенства и сдерживания дифференциации доходов между высшими и низшими социальными группами в СССР способствовала тому, что дифференциация доходов населения, уровень социального неравенства в СССР был в несколько раз ниже, чем в постсоветский период, а также значительно ниже, чем в развитых западных странах: если в 1989 году оплата высших и низших социальных групп различалась в 4 раза, то в современной России этот показатель равен 13, в Норвегии и Швеции около 6, в США — 15 раз. В различные периоды отдельные национальности подвергались дискриминации со стороны государства. В то же время дружба народов не была выдумкой советской пропаганды, а реально существовала в коллективном сознании советского общества.
Равенство полов не стало органичной частью ни культуры общества, ни реальной государственной политики. Однако в СССР значительно продвинулись в практической реализации равноправия полов не только по сравнению с Российской империей, но и развитыми западными странами (Новая женщина, Марксистский феминизм): женщины стали занимать высшие посты во властной иерархии (нарком по делам призрения А.Коллонтай, первая женщина-министр в мировой истории), впервые в истории России жены были уравнены в правах с мужьями (в том числе в имущественных правах), незаконнорождённые дети получили равные права с детьми, рождёнными в законном браке, упрощена процедура развода, предоставлено право на установление отцовства в судебном порядке, установлена государственная помощь беременным женщинам, одиноким и многодетным матерям, учреждён орден «Материнская слава», дающий значительные льготы владельцу, однако указом от 15 февраля 1947 года были запрещены браки между гражданами СССР и иностранцами . Государство также прибегало к экономической эксплуатации граждан, в том числе, использовался бесплатный или крайне дешёвый труд заключённых, «лимитчиков», студентов и т. д.. Активное участие граждан в управлении делами общества оставалось лишь пожеланием. Выборы в Советы были безальтернативными, и Советы не обладали всей полнотой власти. Однако депутаты всех уровней избирались на основе императивного мандата и призваны были выполнять наказы избирателей, обладающих, в отличие от западных демократий, правом отзыва депутата, в случае невыполнения им своих обещаний. Основным центром принятия решений в стране были партийные структуры, определяющие стратегию развития общества. Примером противоречия между описанным в советской Конституции строем и реальной системой неправовых отношений является факт, что на протяжении 1930-х наибольшей властью в СССР обладал И. В. Сталин, который в тот период не занимал никакой государственной должности в структурах исполнительной власти.
Период «развитого социализма» 1975—1985 годов и сокращение не относящейся к ВПК экономики начали отрицательно сказываться на легитимности советской системы. В 1985 году М. С. Горбачёв объявил о начале экономических реформ, однако вскоре для борьбы с их противниками среди партийной номенклатуры он провозгласил гласность и демократизацию. Горбачёв и другие сторонники реформ называли предшествующий советский период «тоталитарным». Им удалось отстранить КПСС от контроля над СМИ, выборами в Советы, исполнительной властью и силовыми ведомствами. Прошедшие в 1989—1990 годы выборы народных депутатов (СССР и РСФСР) сопровождались конкуренцией внутрипартийных групп и высокой активностью населения. Однако обострение экономического кризиса в 1990 году ускорило падение привлекательности советской системы в глазах народа. Если в начале 1991 года большинство высказалось за сохранение СССР, то к концу того же года население почти всех союзных республик на своих референдумах поддержало их независимость.

## Демократия в послесоветский период
Распад СССР усугубил раскол среди российских политических элит. Между разобщёнными фракциями шла острая борьба, и отсутствовал консенсус по нормам и правилам политического поведения.
В начале 1990-х политический климат России характеризовался относительно высоким уровнем свободы личности, но также и противоречивым законодательством и низким уровнем правопорядка. В 1993 году противостояние между федеральной исполнительной и законодательной властью переросло в кризис, который Президент Б. Н. Ельцин разрешил силой, разогнав как Верховный Совет, так и Конституционный Суд. Некоторые политологи усмотрели в этих событиях признаки нелиберальной демократии. 12 декабря того же года была принята новая Конституция России, которая предоставила широкие полномочия Президенту. Вопреки тому, что Ельцин утратил популярность, он одержал победу на выборах в 1996 году.
По мнению доктора философских наук Ю. А. Красина, оказавшиеся у власти в 1990-е радикал-либералы попытались имитировать на российской почве западный образец либеральной модели демократии и этот эксперимент не удался, дискредитировав либерализм и идею демократии. По мнению Красина, вскоре после возникновения «демократические институты власти оказались заложниками государственно бюрократических, олигархических и криминальных структур» и за демократическим фасадом политической системы в реальности оказались клановые интересы корпоративно организованной правящей элиты, радеющей в основном о собственном благополучии и наживе, а не о благе общества. Красин считает, что авторитарный откат 1990-х поставил российское общество на грань потери управляемости и распада, альтернативой чему стал курс на административное укрепление государственности в 2000-е годы.

## XXI век
При В. В. Путине были предприняты меры для приведения регионального законодательства в соответствие федеральному. В то же время, правящая группа стремилась к централизации власти и выдавливанию оппозиции из политического пространства. Последнее привело к нарастающему отклонению политической системы от стандартов либеральной демократии, и в частности, в 2005 году эксперты американской неправительственной организации «Freedom House» стали относить Россию к категории несвободных стран. С другой стороны, некоторые прокремлёвские аналитики для описания сложившейся формы правления ввели термин «суверенная демократия», который несёт в себе заявку о соответствии системы определённым критериям народовластия и вместе с тем подчёркивает её отличие от либеральной демократии. По мнению сторонников суверенной демократии, в современных российских условиях распространённые в других странах механизмы защиты меньшинства и отдельных граждан от диктатуры большинства связаны с рисками для сохранения суверенитета государства и для осуществления политики в интересах всей нации.
Некоторые политологи относят сложившуюся в начале XXI века политическую систему в России к категории электоральной и делегативной псевдодемократии (имитационной демократии) с элементами бюрократического авторитаризма. Они считают, что в отношениях между гражданами и государством в России доминирует государство, которое таким образом получает возможность управлять предпочтениями граждан при сохранении института выборов, проводимые выборы не отражают реальную политическую конкуренцию, а исполнительные органы власти фактически не подотчётны ни избирателям, ни законодательным органам.
В 2006 принимается закон об отмене минимального порога явки избирателей и графы «против всех».
В 2009 году среди демократических ценностей наибольшую поддержку в России имели свобода слова, массовой информации и вероисповедания; строгая законность; управление государством с участием всех граждан на равных основаниях. Более половины населения считало, что демократия России нужна, однако также распространено было критическое отношение к её реализациям. Успешность демократических реформ связывалось с функционированием государства и стабильной экономикой. В то же время подавляющее большинство населения не видело возможности влиять на принятие государственных решений. Вовлечённость в общественные организации была низкой.

### 2010-е годы
Неожиданностью для социологов и представителей власти в РФ стало заметное падение поддержки «суверенной демократии» населением России, индикатором чего стали потеря правящей партией конституционного большинства в Государственной думе РФ на выборах 2011 года, митинги против фальсификации выборов, прошедшие в ряде городов России, а в Москве собравшие впервые с 1990-х годов десятки тысяч человек, сопровождаемое падением , а позже резким взлётом индекса популярности В. В. Путина.
О необходимости отклика на изменившиеся настроения после выборов 2011 года заговорили и представители политической элиты, в VI Государственную думу в начале 2012 года были внесены президентом Д. А. Медведевым законопроекты о возврате прямых выборов губернаторов, об упрощении регистрации политических партий и др. В политической теории внимание обратилось к институту общенародного референдума, возможностям современных сетевых технологий и др.
В апреле 2012 был принят закон о порядке прямых выборов глав регионов в РФ. Вместе с возвращением прямых выборов, отменённых в 2004, был введен муниципальный фильтр.
В период 2014—2015 в 42 субъектах Федерации были приняты законы, отменяющие прямые выборы мэров, в том числе в административных центрах, 43 региона отказались от прямых выборов глав городов ещё до 2014. Мэров выбирают только в 8 центрах субъектов РФ. Это Новосибирск, Кемерово, Томск, Абакан, Хабаровск, Якутск, Анадырь, Майкоп. Таким образом, плебисцитарная демократия на муниципальном уровне была превращена в парламентскую.
По мнению некоторых изданий, в последующие годы выборы на более высоком уровне носили референдумный характер.
К 2018 году с помощью муниципального фильтра, референдумного характера выборов и отсутствия порога явки власть окончательно дезавуировала выборы губернаторов и глав муниципалитетов, а замена региональных управленцев превратилась из демократической процедуры в бюрократическую.

## Уровень демократии в России
Ниже приведены значения индексов демократии в России по различным методикам, а также значение индекса для идеальной демократии согласно методике.
| Методика                                  | Год  | Идеальная демократия | Россия | Категория                             |
| ----------------------------------------- | ---- | -------------------- | ------ | ------------------------------------- |
| CNTS Data Archive                         | 2006 | 12                   | 8      |                                       |
| Polity IV                                 | 2010 | 10                   | 4      | Открытая анократия (переходный режим) |
| BTI                                       | 2014 | 10                   | 4,40   | Автократия                            |
| Индекс демократии журнала «The Economist» | 2018 | 10                   | 2.94   | Авторитарный режим                    |
| Freedom House                             | 2018 | 1                    | 6.5    | Несвободная страна                    |